# Craspedolepta maculipilosa
Craspedolepta maculipilosa är en insektsart som beskrevs av Journet och Joyce Winifred Vickery 1979. Craspedolepta maculipilosa ingår i släktet Craspedolepta och familjen rundbladloppor. Inga underarter finns listade i Catalogue of Life.